# Teken van Nikolsky
Het teken van Nikolsky is een teken van toegenomen fragiliteit van de huid. Hierbij wordt over de huid gewreven. Als hierbij de huid kapot gaat en afgeschoven kan worden, wordt de uitkomst positief genoemd. Klassiek wordt het onderzoek uitgevoerd op gezonde (niet-rode) huid.
Het teken is positief bij huidaandoeningen die gekenmerkt worden door blaarvorming in de opperhuid, zoals
- pemfigus
- staphylococcal scalded-skin syndrome
- bulleuze impetigo (alleen in aangedane huid)
- toxische epidermale necrolyse

Bij ziekten waarbij de blaren ontstaan op de overgang van epidermis en dermis (zoals bulleus pemfigoïd en dermatitis herpetiformis, is het teken van Nikolsky negatief. Zodoende kan het uitvoeren van de test bijdragen aan het onderscheiden tussen deze aandoeningen. De test is niet zeer objectief. Enerzijds is er ook in gezonde huid door wrijven wel blaarvorming op te wekken, en bij oudere mensen, prednisongebruik en zonlichtschade gebeurt dat relatief gemakkelijk. Omgekeerd kan bij pemfiguspatiënten het teken van Nikolsky ten onrechte negatief lijken, als te voorzichtig gewreven wordt.
Een verwant verschijnsel is zijdelingse uitbreiding van de blaar, als op een intacte blaar gedrukt wordt. Dit wordt soms ook het teken van Nikolsky genoemd.. Dit verschijnsel is echter door Asboe-Hansen in 1960 beschreven, en treedt ook op bij andere blaarziekten zoals pemfigoid. Wel is de vorm waarmee de blaar uitbreidt verschillend (scherp bij pemfigus, rond bij pemfigoid).
Piotr Vasiliyevich Nikolskij (of -sky of -skiy afhankelijk van de transliteratie, 1858-1940) beschreef het verschijnsel in 1896 bij pemfigus foliaceus.